# HBE 1–3
Die HBE 1–3 waren eine Reihe von Tenderlokomotiven mit drei Kuppelachsen, die von Hanomag für die Halberstadt-Blankenburger Eisenbahn (HBE) zur Erneuerung des Lokparks ab 1929 beschafft wurden. Die Lokomotiven wurden nach dem Vorbild der DR-Baureihe 64 gebaut. Die Maschinen wurden ab 1950 von der Deutschen Reichsbahn übernommen und dort als Reihe 75 6676–6678 bezeichnet. Sie waren bis 1968 in Betrieb und wurden dann ausgemustert sowie verschrottet.

## Geschichte und Einsatz
Nach dem Ersten Weltkrieg erneuerte die Halberstadt-Blankenburger Eisenbahn systematisch ihren Fahrzeugpark. Nachdem sich ab 1919 die Lokomotiven der HBE Tierklasse im Betrieb sehr gut bewährten, wurden die gewonnenen Erkenntnisse für den Bau von drei kleineren Personenzuglokomotiven verwendet, die 1929 von Hanomag gebaut wurden. Bei der Lieferung hatten die Loks kleine Windleitbleche in Form von Fledermausohren. Die Lokomotiven zählten nach der DR-Baureihe 62 zu den ersten Tenderlokomotiven in Deutschland mit Windleitblechen.
Eingesetzt waren die Lokomotiven vorrangig im Personenzugdienst auf der Rübelandbahn. Außerdem erfolgten Einsätze vor Personenzügen auf der Bahnstrecke Halberstadt–Blankenburg. Um die 1965er Jahre waren die Loks besonders auf der Bahnstrecke Blankenburg–Quedlinburg im Einsatz.
Die Lokomotiven waren vor der Übernahme durch die Deutsche Reichsbahn, bei der sie die Betriebsnummern DR 75 6676–6678 erhielten, in Blankenburg beheimatet. Bei der 75 6677 wird als letztes Bahnbetriebswerk Halberstadt angegeben. Diese Lokomotive wurde erst 1968 z-gestellt, die anderen beiden Loks bereits 1965. Ausgemustert wurden die Loks 1967 und 1968 und bald danach verschrottet.

## Technische Merkmale
Entgegen der DR-Baureihe 64 hatten die Loks einen kleineren Treibraddurchmesser bei gleichen Maßen des Achsstandes. Besonders kräftig war der Barrenrahmen mit einer Blechstärke von 85 mm und kräftigen Querversteifungen ausgeführt. Das Laufwerk war in vier Punkten gegen den Rahmen abgestützt. Zwei Abstützpunkte bildeten der vordere Laufradsatz sowie die Kuppelradsätze 1 und 2, zwei weitere das Lastausgleichsystem zwischen der dritten Kuppelachse und der hinterem Laufachse. Die Laufachsen waren als Bisselachsen ausgeführt und ermöglichten eine zulässige Höchstgeschwindigkeit der Lok von 75 km/h vorwärts sowie rückwärts.
Der Kessel hatte eine Höhe von 2.950 mm in der Kesselmitte. Umfangreich wurde der Sandkasten ausgeführt, pro Triebwerksseite waren sechs Sandfallrohre vorhanden, sodass jede Achse vorwärts und rückwärts gesandet werden konnten. Ursprünglich waren die Loks außer mit Windleitblechen noch mit einer Kolbenspeisepumpe und einem Oberflächenvorwärmer ausgerüstet, diese Einrichtungen wurden teilweise zu HBE-Zeiten entfernt.